# Carl Steven
Carl Steven, pseudonimo di Carlo Steven Krakoff (Glendale, 7 novembre 1974 – Tucson, 31 luglio 2011), è stato un attore statunitense, noto per aver interpretato il giovane Spock nel film Star Trek III - Alla ricerca di Spock.

## Biografia
Steven è nato il 7 novembre 1974 a Glendale, in California. Era il figlio di Cynthia Krakoff
Da ragazzo è apparso in diverse serie televisive e film con ruoli ricorrenti nelle serie Webster, Punky Brewster, Cose dell'altro mondo e Weird Science.
Steven è apparso anche nel film di fantascienza Star Trek III - Alla ricerca di Spock (1984) nel ruolo del giovane Spock e nel film Disney Tesoro, mi si sono ristretti i ragazzi (1989). Ha prestato la sua voce al personaggio di Fred Jones nelle quattro stagioni della serie animata Il cucciolo Scooby-Doo.
Il suo ultimo ruolo come attore è stato nella serie televisiva Weird Science, dove interpretò un personaggio di nome Matthew. Apparve in quattro episodi della serie fino al 1996, quando si ritirò dalla recitazione.
È diventato dipendente dai farmaci da prescrizione dopo una tonsillectomia e ha rubato per sostenere la sua dipendenza.
Nel 2009, Steven venne arrestato per aver commesso sei rapine a mano armata in diversi negozi Walgreens e CVS Pharmacy. È stato condannato a tredici anni di carcere nel 2010. Era programmato per essere rilasciato nel 2023.
Steven è morto il 31 luglio 2011, all'età di 36 anni, per overdose di eroina mentre era detenuto in prigione a Tucson, Arizona.
Il 28 giugno 1998 aveva sposato Dawn Krakoff. I due hanno avuto un figlio di nome Noah e sono rimasti insieme fino alla morte di lui avvenuta nel 2011.

## Filmografia

### Attore

#### Cinema
- Star Trek III - Alla ricerca di Spock (Star Trek III: The Search for Spock), regia di Leonard Nimoy (1984)
- Voglia di vincere (Teen Wolf), regia di Rod Daniel (1985)
- A Night at the Magic Castle, regia di Icek Tenenbaum (1988)
- Tesoro, mi si sono ristretti i ragazzi (Honey, I Shrunk the Kids), regia di Joe Johnston (1989)
- Roxy - Il ritorno di una stella (Welcome Home, Roxy Carmichael), regia di Jim Abrahams (1990)
- White Angel, regia di Chris Jones (1994)

#### Televisione
- La casa nella prateria (Little House on the Prairie) – serie TV, 1 episodio (1981)
- Rosie: The Rosemary Clooney Story, regia di Jackie Cooper – film TV (1982)
- Aspetta che torni tua madre! (Wait Till Your Mother Gets Home!), regia di Bill Persky – film TV (1983)
- Quincy (Quincy, M.E.) – serie TV, 1 episodio (1983)
- Simon & Simon – serie TV, 2 episodi (1982-1984)
- Matt Houston – serie TV, 1 episodio (1984)
- P/S - Pronto soccorso (E/R) – serie TV, 1 episodio (1984)
- Sfida alla vita (Not My Kid), regia di Michael Tuchner – film TV (1985)
- Cuore di campione (Heart of a Champion: The Ray Mancini Story), regia di Richard Michaels – film TV (1985)
- The Hugga Bunch, regia di Gus Jekel – film TV (1985)
- Trapper John (Trapper John, M.D.) – serie TV, 1 episodio (1985)
- Il mio amico Arnold (Diff'rent Strokes) – serie TV, 1 episodio (1986)
- Amanti (Crossings), regia di Karen Arthur – miniserie TV (1986)
- Webster – serie TV, 7 episodi (1983-1987)
- ABC Afterschool Specials – serie TV, 1 episodio (1987)
- Genitori in blue jeans (Growing Pains) – serie TV, 1 episodio (1987)
- Punky Brewster – serie TV, 3 episodi (1987)
- Cose dell'altro mondo (Out of This World) – serie TV, 7 episodi (1987-1988)
- Mr. Belvedere – serie TV, 1 episodio (1989)
- Living Dolls – serie TV, 1 episodio (1989)
- Hull High – serie TV, 1 episodio (1990)
- Condanna (Never Forget), regia di Joseph Sargent – film TV (1991)
- Blue Jeans (The Wonder Years) – serie TV, 1 episodio (1993)
- Weird Science – serie TV, 4 episodi (1994-1996)

### Doppiatore
- Snoopy's Getting Married, Charlie Brown, regia di Bill Melendez – cortometraggio TV (1985)
- CBS Storybreak – serie TV, 1 episodio (1985)
- The Charlie Brown and Snoopy Show – serie TV, 1 episodio (1985)
- Happily Ever After, regia di Bill Melendez e Steven Cuitlahuac Melendez – film TV (1985)
- I Fluppys (Fluppy Dogs), regia di Fred Wolf – film TV (1986)
- The Real Ghostbusters - I veri acchiappafantasmi (The Real Ghost Busters) – serie TV, 1 episodio (1987)
- Che papà Braccio di Ferro (Popeye and Son) – serie TV, 13 episodi (1987)
- Superman – serie TV, 1 episodio (1988)
- Il cucciolo Scooby-Doo (A Pup Named Scooby-Doo) – serie TV, 25 episodi (1988-1991)

## Riconoscimenti
- Young Artist Awards
  - 1986 – Candidatura come Exceptional Performance by a Young Actor in a Television Special or Mini-Series per Cuore di campione
  - 1987 – Candidatura come Exceptional Performance by a Young Actor in a Supporting Role – TV Special or Movie of the Week per Amanti
  - 1988 – Candidatura come Best Young Actor Starring in a New Television Comedy Series per Cose dell'altro mondo
  - 1988 – Candidatura come Best Young Actor Starring in a Television Drama Special, Movie of the Week or Variety Show per l'episodio The Kid Who Wouldn't Quit: The Brad Silverman Story della serie ABC Afterschool Specials